# Sulu-Spatelschwanzpapagei
Der Sulu-Spatelschwanzpapagei (Prioniturus verticalis) ist eine seltene Papageienart aus der Gattung der Spatelschwanzpapageien (Prioniturus).

## Merkmale
Die Körperlänge beträgt 31 cm, die Flügellänge 163 mm bis 185 mm. Grundgefieder, Kopfseiten und Nacken sind grün. Beim Männchen ist der Scheitel matt hellblau mit einem großen roten Fleck. Brust und Bauch sind deutlich gelbgrün. Der Unterseiten der Schwingen und des Schwanzes sind grünblau. Die zwei mittleren Schwanzfedern haben verlängerte, spatelförmige, schwärzlich-blaue Federfahnen. Die grünen äußeren Schwanzfedern sind gespitzt. Um die Augen verläuft ein schmaler, unbefiederter, grauer Ring. Der Schnabel ist bläulich hornfarben mit weißlicher Spitze. Die Iris ist dunkelbraun. Die Füße sind blaugrau. Das Weibchen ist vollständig grün und mit einem schwachen blauen Anflug auf dem Scheitel. Der Schwanz ist durchschnittlich kürzer, der Schnabel ist heller. Die Jungvögel ähneln den Weibchen. Bei ihnen fehlen jedoch die spatelförmigen Federfahnen.

## Verbreitung
Der Sulu-Spatelschwanzpapagei kommt auf den Sulu-Inseln Jolo, Bongao, Tawi-Tawi, Sibutu, Tumindao und Manuk Manka vor.

## Lebensraum
Der Sulu-Spatelschwanzpapagei bewohnt Wälder, Waldränder, hohe Sekundärvegetation und offene Gebiete mit Restbaumbestand und Mangroven. Er fällt regelmäßig in Reisanbauflächen ein, wo er Schaden anrichtet.

## Lautäußerungen
Seine Rufe sind durchdringend und schrill. Sie umfassen harte, kratzende aaaaack-Töne oder ein trompetendes lee-aaack mit Betonung auf der zweiten Silbe. 

## Lebensweise
Der Sulu-Spatelschwanzpapagei geht in der Regel einzeln, paarweise oder in kleinen Schwärmen auf Nahrungssuche. Im Flug ist er lärmend und auffallend. Im Laub der Bäume ist er gut getarnt und nur schwer auszumachen. In Früchte tragenden Bäumen vergesellschaftet er sich mit anderen Papageienarten oder Tauben. In den Bäumen ist er aktiv, aber leise. Der kräftige Flug ist schnell mit bedächtigen Flügelschlägen. Gelegentlich kann man ihn in hellen Mondnächten beobachten.  Seine Nahrung umfasst Früchte, Samen, Nüsse, Beeren, Reis und Blüten. Über die Brutbiologie ist nur wenig bekannt. Die Brutzeit ist von September bis Januar. Ein Nest wurde in einer großen abgebrochenen Palme in einem Palmenhain in der Nähe eines Waldes dokumentiert.

## Status
Der Sulu-Spatelschwanzpapagei wird von der IUCN in die Kategorie „vom Aussterben bedroht“ (critically endangered) klassifiziert. Die Population wurde 2012 auf 50 bis 249 geschlechtsreife Individuen geschätzt. Obwohl zu Beginn des 20. Jahrhunderts noch häufig, ging die Population bis in die 1970er Jahre stark zurück. Nur wenige Exemplare wurden 1991 an drei Standorten in Tawi-Tawi beobachtet, nur sechs wurden im August 1994 dokumentiert. Bei einer Suche im Januar 1995 wurde die Art nicht gesehen. Bei einer Erhebung im Jahr 2010 gab es nur eine bioakustische Aufzeichnung und im Jahr 2012 konnten drei Exemplare beobachtet werden. Untersuchungen durch Feldornithologen sind schwierig, da diese durch die Sicherheitsbeschränkungen behindert werden. Aus Bongao, Tumindao oder Manuk Manka gibt es seit mindestens 90 Jahren keine Berichte, so dass die Art möglicherweise auf diesen Inseln bereits ausgerottet ist. In Sanga-sanga ist nur wenig Waldfläche vorhanden, so dass ein Überleben auf dieser Insel für unwahrscheinlich gehalten wird. 1981 wurde der Sulu-Spatelschwanzpapagei in Anhang II des Washingtoner Artenschutzabkommens aufgenommen.